# Eisberg (Stölzinger Gebirge)
Der Eisberg ist mit 583 m ü. NHN der höchste Berg des Stölzinger Gebirges (Stölzinger Bergland) im Osthessischen Bergland. Er liegt bei Hetzerode im Schwalm-Eder- und Werra-Meißner-Kreis in Hessen.

## Geographie

### Lage
Der Eisberg erhebt sich im Nordostteil von Nordhessen im Fulda-Werra-Bergland, einem Teil des Osthessischen Berglands, auf der Grenze der Städte Spangenberg, Hessisch Lichtenau und Waldkappel mit Gipfellage im Gebiet von Waldkappel bei dessen Ortsteil Hetzerode und der knapp 100 m südwestlich vom Gipfel verlaufenden Grenze vom Schwalm-Eder-Kreis zum Werra-Meißner-Kreis. Der Gipfel des am Nordanfang der Stölzinger Höhe (Stolzhäuser Rücken) gelegenen Bergs liegt 1,7 km südlich von Reichenbach (Hessisch Lichtenau), 2,4 km westlich von Wollstein (Kloster nahe Waldkappel-Harmuthsachsen), 2,7 km nordwestlich von Hetzerode (Waldkappel), 2,8 km nordnordöstlich von Bischofferode, 2 km nordöstlich von Weidelbach (beide Spangenberg) und 2,6 km ostsüdöstlich von Wickersrode (Hessisch Lichtenau). Die nördlichen Bergteile gehören zum Geo-Naturpark Frau-Holle-Land (Werratal.Meißner.Kaufunger Wald), dessen Südgrenze über den Berggipfel verläuft.
Auf der Westsüdwestflanke des bewaldeten Eisbergs entspringt mit der Pfieffe ein östlicher Zufluss der Fulda. Auf seiner Nordostflanke liegt die Quelle des Vockebachs, der den Berg nördlich als nördlicher Pfieffe-Zufluss in einem recht langgestreckten Linksbogen passiert. Auf der Ostflanke entspringt etwas südlich der Großen Steine die Hetze als westnordwestlicher Zufluss des Schemmerbachs.
Bis auf die Ostflanke des Eisbergs reichen Teile des Fauna-Flora-Habitat-Gebiets Werra- und Wehretal (FFH-Nr. 4825-302; 244,8191 km²).
Rund 1,3 km nordöstlich des Eisbergs erheben sich etwas südöstlich von Reichenbach die als Naturdenkmal ausgewiesenen Dolomitfelsen Große Steine und etwa 3 km nordwestlich des Bergs befindet sich, jenseits des Vockebachtals, auf dem 522,3 m hohen Schlossberg die Burgruine Reichenbach.

### Geomorphologie
Aus geomorphologischer Sicht ist der Eisberg ein Teil der nördlichen Begrenzung des stark bewaldeten Stölzinger Gebirges, welche wiederum der südöstlichsten Begrenzung des weitläufigen Geo-Naturparks Frau-Holle-Land entspricht.

### Naturräumliche Zuordnung
Der Eisberg gehört in der naturräumlichen Haupteinheitengruppe Osthessisches Bergland (Nr. 35), in der Haupteinheit Fulda-Werra-Bergland (357) und in der Untereinheit Stölzinger Bergland (Stölzinger Gebirge; 357.4) mit Gipfellage zum Naturraum Stolzhäuser Rücken (Stölzinger Höhe; 357.41) und mit westlichen Teilen im Naturraum Vockeroder Bergland (mit Katzenstirn) (357.42). Nach Norden fällt die Landschaft zur in Reichenbach gelegenen Grenze der Untereinheit Witzenhausen-Altmorschener Talung (357.5) mit dem Naturraum Hessisch-Lichtenauer Becken (357.51) ab.

## Verkehr und Wandern
Nördlich vorbei am Eisberg führt die Landesstraße 3249, von der man, in Reichenbach beginnend auf einer Stichstraße zu den Großen Steinen fahren kann. Im Osten verläuft eine bei Harmuthsachsen von der Bundesstraße 7 abzweigende Stichstraße nach Wollstein. Südlich vorbei verläuft zwischen Hetzerode und Bischofferode über die Stölzinger Höhe die L 3227. Im Südwesten führt die Kreisstraße 140 von Bischofferode durch Weidelbach nach Vockerode-Dinkelberg. Zum Beispiel an diesen Straßen beginnend kann der Berg auf zumeist Waldwegen und -pfaden erwandert werden. Vorbei am Berggipfel oder über den Berg führen der Wanderweg der Deutschen Einheit, der Bartenwetzerpfad und die Franzosenstraße.